# Вьюрков, Александр Иванович
Александр Иванович Вьюрков (сентябрь 1885 — 2 июля 1956) — русский советский писатель, москвовед.
Участвовал в Первой мировой войне, был в немецком плену в 1915-18 г. По возвращении из плена работал бухгалтером в различных организациях. В 1926 году признан инвалидом II группы и переведён на пенсию. В 1930-33 гг. работал в горкоме писателей, дружил с Андреем Платоновым.
Печатался в изданиях «Безбожник» (1930), «Крестьянка», «Колхозник», «Красная Новь».

## Сочинения
- «Рассказы о старой Москве»
- «Чужие пороги»